# Santa Maria Assunta
Santa Maria Assunta, känd som I Gesuiti, är en kyrka som ligger vid Campo dei Gesuiti i stadsdelen Cannaregio i Venedig.
På platsen låg före 1715 en annan kyrka, Santa Maria dei Crociferi. Denna revs av jesuiterna som tagit över kyrkan 1657. Den nya kyrkobyggnaden invigdes 1728. Fasaden är ritad av Domenico Rossi.